# Вильгельм цу Вид
Вильгельм цу Вид (полное имя — Вильгельм Адольф Максимилиан Карл фон Вид; 22 августа 1845 — 22 октября 1907) — немецкий офицер и политический деятель, 5-й князь Вид (1864—1907).

## Ранняя жизнь
Вильгельм был вторым ребёнком и старшим сыном князя Германа цу Вида (1814—1864), 4-го князя Вида (1836—1864), сына Иоганна Карла Августа (1779—1836), 3-го князя цу Вида, и принцессы Софии Августы Сольмс-Браунфельсской (1796—1855), и его жены, принцессы Марии Нассауской (1825—1902), дочери герцога Вильгельма Нассауского и принцессы Луизы Саксен-Гильдбурггаузенской. По материнской линии Вильгельм был потомком короля Великобритании Георга II Ганноверского.

## Военная карьера
Участвовал в Австро-прусской войне 1866 года, где был лейтенантом генерального штаба второй армии. В 1870—1871 годах принимал участие в Франко-прусской войне.
В 1893—1897 годах — имперский комиссар и военный руководитель волонтеров в армии. В 1893 году он получил чин генерала от инфантерии.

## Политика
Был сторонником колониальной политики Германской империи. В 1891—1892 годах был председателем немецкого комитета по борьбе с рабством. Участвовал в финансировании экспедиций в неисследованные области Африки. С 1897 года — член Колониального Совета.
Соучредитель, а с 1898 по 1901 год — президент Военно-морской лиги.
В 1875—1886 годах — маршал парламента Рейнского провинции, с 1888 по 1894 год и с 1899 по 1901 год — председатель парламента Рейнской провинции.
С 1878 года — член высшей палаты (палата лордов) парламента Пруссии, с 1897 по 1904 год — президент высшей палаты.

## Брак и дети

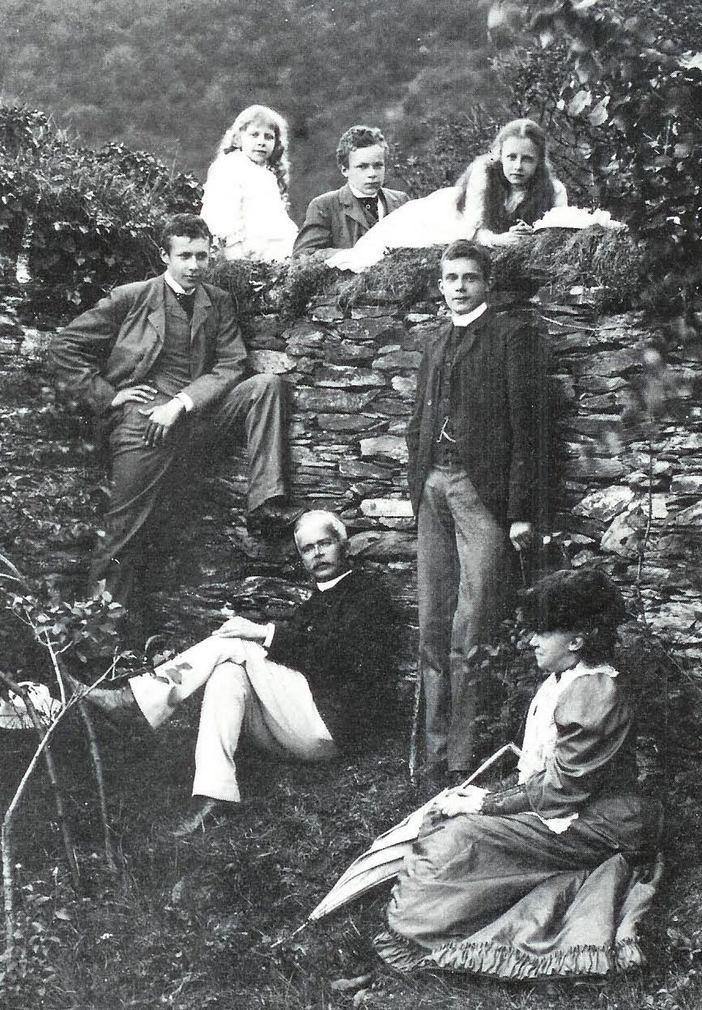
Вильгельм цу Вид и его семья

18 июля 1871 год а в Вассенаре женился на принцессе Марии Нидерландской (1841—1910), младшей дочери принца Фридриха Нидерландского (1792—1839), второго сына короля Голландии Виллема I, и принцессы Луизы Прусской (1808—1870), дочери короля Пруссии Фридриха Вильгельма III. Супруги имели шесть детей:
- Вильгельм Фридрих цу Вид (27 июня 1872 — 18 июня 1945), 6-й князь Вид (1907—1945), женат на принцессе Паулине Вюртембергской (1877—1965)
- Принц Александр цу Вид (28 мая 1874 — 15 января 1877)
- Вильгельм цу Вид (26 марта 1876 — 18 апреля 1945), князь Албании (1914), женат на принцессе Софии Шонбург-Вальденбургской (1885—1936)
- Принц Виктор цу Вид (7 декабря 1877 — 1 марта 1946), женат на графине Гизеле Сольмс-Вильденфельской (1891—1976)
- Принцесса Луиза цу Вид (24 октября 1880 — 29 августа 1965)
- Принцесса Елизавета цу Вид (28 января 1883 — 14 ноября 1938)

## Титулы и стили
- 22 августа 1845 — 5 марта 1864 — «Его Светлость принц Вильгельм Вид»
- 5 марта 1864 — 22 октября 1907 — «Его Светлость князь Вид».